# Berber, Sudan
Berber (tiếng Ả Rập: بربر, đã Latinh hoá: Barbar) là một thị trấn ở bang Sông Nin miền bắc Sudan, cách Atbara 50 kilômét (31 mi) về phía bắc, gần ngã ba sông Atbara và sông Nin.

## Lịch sử
Thị trấn là điểm khởi đầu của tuyến đường caravan cũ băng qua sa mạc Nubia đến Biển Đỏ tại Suakin. Một đoạn Đường sắt quân sự Sudan đến Suakin từ một ngã ba gần sông Atbara được khánh thành tại đây năm 1906.
Nhà thám hiểm người Anh Samuel Baker đi qua Berber khi khám phá ra hồ Albert Nyanza vào năm 1861.

## Khí hậu
Berber có khí hậu sa mạc nóng (phân loại khí hậu Köppen BWh).

## Người nổi tiếng
- Mohammed Ahmed Mustafa al-Dabi (sinh năm 1948), tướng lĩnh quân sự và sĩ quan tình báo